# Južna ekvatorska struja
Južna ekvatorska struja je permanentna topla morska struja koja teče s istoka prema zapadu u Tihom, Atlantskom kao i Indijskom oceanu.
U Tihom oceanu Južna ekvatorska struja nastaje od hladne Humboldtove struje. Uz obalu Perua Humboldtova struja, zbog Coriolisovog učinka, skreće prema zapadu i teče južno od ekvatora u smjeru Jugoistočne Azije. Ova struja dominira klimom Galapagoškog otočja.
U Atlantskom oceanu Južna ekvatorska stuja napaja se vodom hladne Benguelske struje, grije se prelazeći Atlantik u smjeru zapada južno od ekvatora i kod brazilske obale se dijeli. Dio se uz obalu spušta prema jugu kao Brazilska struja, a drugi dio ide isto uz obalu Južne Amerike ali prema sjeverozapadu i ulazi u Karipsko more i Meksički zaljev. Ovdje kruži, još se zagrijava, mijenja imena, i kroz Floridski prolaz se ponovo vraća u vode Atlantika. Jedan je od glavnih izvora Golfske struje. Na istočnoj strani Južna ekvatorska struja sudara se sa Sjevernom ekvatorskom strujom kod rta Almadiesa.
U Indijskom oceanu Južna ekvatorska struja se napaja Zapadnoaustralskom strujom i južno od ekvatora teče prema zapadu u smjeru Madagaskara.
vidjeti i:
- morske struje
- termohalinska cirkulacija

## Vanjske poveznice
- Shematski prikaz važnijih morskih struja